# Психическая атака (стихотворение)
Поручик выпьет перед боем

Глоток вина в походной фляге.

Он через час железным строем

Уйдёт в психической атаке.

…

И я пишу девиз на флаге,

И я иду под новым флагом.

И я в психической атаке

Немало лет безумным шагом.

…

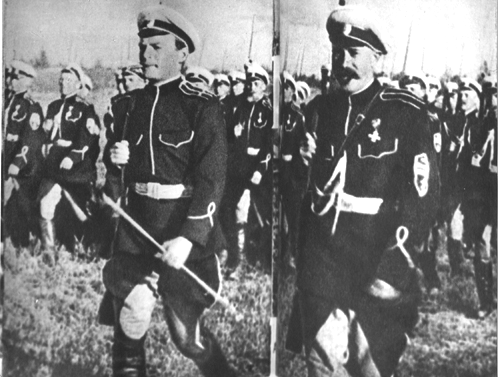
Психическая атака из фильма «Чапаев»

«Психи́ческая ата́ка» — стихотворение Леонида Бородина и песня на это стихотворение.
Стихотворение было опубликовано в журнале «Поиски» № 3 за 1981 год как созданное «неизвестным узником» Владимирской тюрьмы, который сумел передать открытку со стихами, написанными мелким убористым почерком и озаглавленными «Фрагмент из поэмы „20-й год“» (Бородин отбывал во Владимирской тюрьме часть срока 1967—1973 годов). Автор рецензии в журнале писал: «Стихи-молитва драгоценны, как свидетельство неуничтожимости сло́ва истины, красоты».
В 1987 году после освобождения из ИТК Л. И. Бородин предоставил текст стихотворения (наряду с другими) для публикации в самиздатском литературно-философском журнале русской христианской культуры «Выбор», и оно было напечатано в номере № 2 (сентябрь — декабрь, 1987) под авторским названием «Фрагменты из поэмы». В том же году номер «Выбора» был переиздан в Париже. Это стало первой официальной публикацией стихотворения.
В фильме «Я — кукла» (2001) звучит песня на стихотворение Бородина и музыку А. Бельчева в исполнении Александра Домогарова. Другой вариант песни — на музыку Петра Старчика — известен в исполнении Максима Кривошеева.